# Antje Ruge
Antje Ruge (* 26. Juni 1921 in Frankfurt am Main; † Dezember 2006 in Berlin) war eine deutsche Schauspielerin.

## Leben
Antje Ruge hat ab 1947 fast ausschließlich am Deutschen Theater Berlin gewirkt. Mit dem Einzug der Staatlichen Schauspielschule Berlin in Berlin-Niederschöneweide wurde sie hier, neben ihren sonstigen Aufgaben, als Dozentin tätig. In der ersten Wahlperiode der Volkskammer der DDR war sie Abgeordnete. Ab 1955 war sie Mitglied des Sekretariats der Gewerkschaft Kunst. Gemeinsam mit Lydia Billiet übersetzte sie das Buch Jules Janin, Deburau. Erzählung über das Drei-Groschen-Theater um die Geschichte des Französischen Theaters fortzusetzen (Histoire du théâtre à quatre sous pour faire suite à l’histoire du théâtre français, 1836).
Von 1952 bis 1954 war Antje Ruge mit dem Komponisten Paul Dessau verheiratet.

## Filmografie
- 1951: Der Untertan
- 1954: Kein Hüsung
- 1959: Ehesache Lorenz
- 1965: Chronik eines Mordes
- 1965: Der Staatsanwalt hat das Wort: Seriöser Erfinder sucht Teilhaber (Fernseh-Reihe)
- 1976: Polizeiruf 110: Eine fast perfekte Sache (Fernseh-Reihe)
- 1976: Jede Woche Hochzeitstag (Fernsehfilm)
- 1979: Addio, piccola mia
- 1981: Martin XIII. (Fernsehfilm)

## Theater
- 1947: Molière: Tartuffe – Regie: Willi Schmidt (Deutsches Theater Berlin – Kammerspiele)
- 1948: Alexander Ostrowski: Wölfe und Schafe (Junge Witwe) – Regie: Ernst Legal (Deutsches Theater Berlin)
- 1948: Ben Jonson (Bearbeitet von Stefan Zweig: Volpone (Mariane) – Regie: Willi Schmidt (Deutsches Theater Berlin)
- 1949: Anton Tschechow: Die Möwe (Mascha) – Regie: Willi Schmidt (Deutsches Theater Berlin – Kammerspiele)
- 1949: Johann Wolfgang von Goethe: Faust. Eine Tragödie (Gretchen) – Regie: Wolfgang Langhoff (Deutsches Theater Berlin)
- 1950: Ernst Fischer: Der große Verrat (Marina) – Regie: Wolfgang Langhoff (Deutsches Theater Berlin)
- 1950: Nikolai Gogol: Der Revisor (Frau des Stadthauptmanns)  – Regie: Wolfgang Langhoff (Deutsches Theater Berlin)
- 1951: Alfred Kantorowicz: Die Verbündeten – Regie: Wolfgang Heinz (Deutsches Theater Berlin – Kammerspiele)
- 1951: Juri Burjakowski: Julius Fucik (Konstrukteurin Anna) – Regie: Wolfgang Langhoff (Deutsches Theater Berlin)
- 1952: Maxim Gorki: Jegor Bulytschow und die Anderen – Regie: Hans Jungbauer (Deutsches Theater Berlin)
- 1953: Roger Vailland: Colonel Foster ist schuldig (Lya) – Regie: Herwart Grosse/Wolfgang Langhoff (Deutsches Theater Berlin – Kammerspiele)
- 1953: Johann Wolfgang von Goethe: Egmont (Klärchen) – Regie: Wolfgang Langhoff (Deutsches Theater Berlin)
- 1953: Konstantin Issajew/ Alexander Arkadjewitsch Galitsch: Fernamt …Bitte melden (Ljuba) – Regie: Rudolf Wessely (Deutsches Theater Berlin – Kammerspiele)
- 1953: Friedrich Wolf: Thomas Müntzer, der Mann mit der Regenbogenfahne (Otti) – Regie: Wolfgang Langhoff (Deutsches Theater Berlin)
- 1954: Maxim Gorki: Ssomow und Andere (Lehrerin Arssenjewa) – Regie: Wolfgang Heinz) (Deutsches Theater Berlin)
- 1955: Johann Wolfgang von Goethe: Faust. Der Tragödie erster Teil (Marthe Schwerdtlein) – Regie: Wolfgang Langhoff (Deutsches Theater Berlin)
- 1955: Federico García Lorca: Bernarda Albas Haus (Magdalena) – Regie: Hannes Fischer (Deutsches Theater Berlin – Kammerspiele)
- 1956: Johannes Wüsten: Bessie Bosch (Bessie Bosch) – Regie: Heinrich Goertz (Volksbühne Berlin – Theater im III. Stock)
- 1957: Johann Nestroy: Einen Jux will er sich machen (Madame Knorr) – Regie: Otto Tausig (Deutsches Theater Berlin)
- 1957: Jean Giraudoux: Amphitryon 38 – Regie: Rudolf Wessely (Deutsches Theater Berlin)
- 1958: Anton Tschechow: Drei Schwestern (Natascha) – Regie: Heinz Hilpert (Deutsches Theater Berlin)
- 1958: Eduardo de Filippo: Weh‘ dem, der träumt – Regie: Rudolf Wessely (Deutsches Theater Berlin – Kammerspiele)
- 1959: Carlo Goldoni: Das Kaffeehaus – Regie: Emil Stöhr (Deutsches Theater Berlin – Kammerspiele)
- 1959: Unbekannter Verfasser: Die Trickbetrügerin und andere merkwürdige Begebenheiten – Regie: Herwart Grosse (Deutsches Theater Berlin – Kammerspiele)
- 1960: Erwin Strittmatter: Die Holländerbraut – Regie: Benno Besson (Deutsches Theater Berlin)
- 1962: Oldřich Daněk: Die Heirat des Heiratschwindlers (Wjechtova) – Regie: Horst Drinda (Deutsches Theater Berlin – Kammerspiele)
- 1965: Jewgeni Schwarz: Der Drache (Bürgerin) – Regie: Benno Besson (Deutsches Theater Berlin)
- 1967: Nikolai Gogol: Heirat (Tante) – Regie: Hans-Diether Meves (Deutsches Theater Berlin – Kammerspiele)
- 1967: Friedhold Bauer: Baran oder die Leute im Dorf – Regie: Friedo Solter (Deutsches Theater Berlin – Kammerspiele)
- 1972: Ulrich Plenzdorf: Die neuen Leiden des jungen W. – Regie: Horst Schönemann (Deutsches Theater Berlin)
- 1973: Ignati Dworetzki: Der Mann von draußen – Regie: Adolf Dresen (Deutsches Theater Berlin)

## Hörspiele
- 1950: Herbert Horn: Unsere Brücke (Jekaterina, Erzieherin) – Regie: Rudolf Pallas (Berliner Rundfunk)
- 1951: Georg Kaiser: Amphitryon (Alkmene) – Regie: Werner Stewe (Berliner Rundfunk)
- 1951: W. A. Ljubimowa: Schneeball – Regie: Werner Stewe (Berliner Rundfunk)
- 1951: Heinrich von Kleist: Der zerbrochene Krug (Eve) – Regie: Werner Wieland (Berliner Rundfunk)
- 1952: Adam Tarn: Ortega – Regie: Günther Rücker (Berliner Rundfunk)
- 1955: Günther Rücker (Nach: Lion Feuchtwanger): Witwe Capet (Elisabeth) – Regie: Günther Rücker (Rundfunk der DDR)
- 1955: Henrik Ibsen: Nora oder Ein Puppenheim (Christine Linde) – Regie: Horst Preusker (Hörspiel – Rundfunk der DDR)
- 1958: Henrik Ibsen: Stützen der Gesellschaft (Betty Bernick) – Regie: Erich-Alexander Winds (Rundfunk der DDR)
- 1958: Henrik Ibsen: Stützen der Gesellschaft (Betty Bernick) – Regie: Herwart Grosse (Rundfunk der DDR)
- 1959: Friedrich Wolf: Die Weihnachtsgans Auguste (Mathilde Löwenhaupt) – Regie: Ingeborg Milster (Kinderhörspiel – Rundfunk der DDR; Übernahme durch Eterna/Litera, 1962)
- 1963: Alexander Ostrowski: Der Wald (Ulita) – Regie: Hans Knötzsch (Hörspiel – Rundfunk der DDR)
- 1964: Jacques Constant: General Frédéric (Daisy) – Regie: Hans Knötzsch (Rundfunk der DDR)
- 1966: Denis Diderot: Die Nonne – Regie: Edgar Kaufmann (Rundfunk der DDR)
- 1967: Klaus Beuchler: Alltag eines Arztes (Frau Königsmann) – Regie: Uwe Haacke (Hörspiel – Rundfunk der DDR)
- 1982: Walentin Rasputin: Matjora (Katerina) – Regie: Fritz Göhler (Rundfunk der DDR)